# 緒方実央
緒方 実央（おがた みお、1986年9月6日 - ）は、大分県日田市出身 のサッカー審判員（国際副審）。
夫もJリーグなどで審判員（副審）を務める緒方孝浩。

## 来歴
大分県立日田高等学校ではボート競技に打ち込み、全国高校総体では2年連続準優勝。大分大学進学時に知人の勧めで九州総合スポーツカレッジでサッカーを始める。2008年に地元大分で開催された第63回国民体育大会（チャレンジ!大分国体）の要請があって審判を始め、2008年に2級審判員を、2013年に女子1級審判員の資格を取得し、日本女子サッカーリーグ（なでしこリーグ）の主審を務めた。
一方、私生活では大学卒業後に中津市職員となり、同じようにサッカー審判員を務めている臼杵市職員の緒方孝浩と2012年に結婚、2015年には一女をもうける。出産後の審判員復帰は前例がほとんどなく試行錯誤したというが、2016年には体力試験にも合格して審判員として復帰した。
2019年1月11日、日本サッカー協会 (JFA) の申請により、国際サッカー連盟 (FIFA) に国際審判員（女子副審）として承認された。JFAによると、日本人女性で出産後に国際審判員に登録されたのは初めてであるという。2019年から生活の拠点を福岡県筑紫野市に移し、福岡市の高校で保健体育の教諭を務める傍ら、週末は互いの実家に子供を預け、審判として臨む生活を送っている。

### 注記
1. ↑  夫の孝浩が1級審判員の資格を取得するのは妻より2年遅い2015年のことである[4]。